# 사토 사키치
사토 사키치(Sakichi Sato, 1964년 5월 13일 ~ )는 일본의 각본가, 배우, 영화 감독, 영화 프로듀서이다.
오사카시에서 태어났다.

## 방송
- 에도가와 란포 단편집 1925년의 아케치 코고로
- 파문 (불길한 시리즈)
- 쿼텟
- 체이스 : 국세청 감사관
- 하늘을 나는 타이어

## 영화
- 어 겜블러스 오디세이 2020 (2019년)
- 파문: 두 사람의 야쿠효미가미 (2017년)
- 미트볼 머신: 고도쿠 (2017년)
- 피안도 디럭스 (2016년)
- 에도가와 란포 단편집 1925년의 아케치 코고로 (2016년)
- 파문 (불길한 시리즈) (2015년)
- 도쿄암충판도라 (2015년)
- 노예구 나와 23인의 노예 (2014년)
- 도쿄 암충 (2013년)
- 미쓰 보이즈! 우정의 행방 편 (2011년)
- 언타이틀드 더브 프로젝트 (2011년)
- 절반처녀와 제로남 (2011년)
- 명랑한 갱이 지구를 움직인다 (2006년)
- 무지개 여신 (2006년)
- 도쿄 좀비 (2005년)
- 페이트펄 (2004년)
- 극한추리 콜로세움 (2004년)
- 맛있는 성노예 (2003년)
- 극도공포대극장 우두 (2003년)
- 라스트 라이프 라스트 러브 (2003년)
- 조제, 호랑이 그리고 물고기들 (2003년) - 직장상사 역
- 킬 빌 - 1부 (2003년)
- 이치 더 킬러 (2001년)
- 금발의 초원 (2000년)